# ETR 401
Az ETR 401 egy olasz billenőszekrényes villamos motorvonat. Összesen egy db készült belőle.

## Története
Olaszországban is szükségessé vált a vasúti közlekedés sebességének emelése. Az ország fővonalait azonban még az 1800-as évek végén építették ki, melyek vonalvezetése nem tette lehetővé a nagyobb sebességet. Ezért az olasz vasutak (FS) olyan vonatokat állított üzembe, melyek képesek bedőlni az ívekben, így gyorsabban képesek haladni a hagyományos pályákon is. A Fiat Ferroviaria és az Ercole Marelli kifejlesztette a világ első billenőszekrényes motorvonatait, melyek akár 25%-kal gyorsabbak voltak a hagyományos vonatoknál. Az ETR 401 volt az első ilyen vonat, melyből összesen egy db készült.